# Гольс
Гольс (нем. Gols) — посёлок (нем. Gemeinde) в Австрии, в федеральной земле Бургенланд. 
Входит в состав округа Нойзидль-ам-Зе.  Население составляет 3835 человек (на 1 января 2018 года). Занимает площадь 42,23 км².

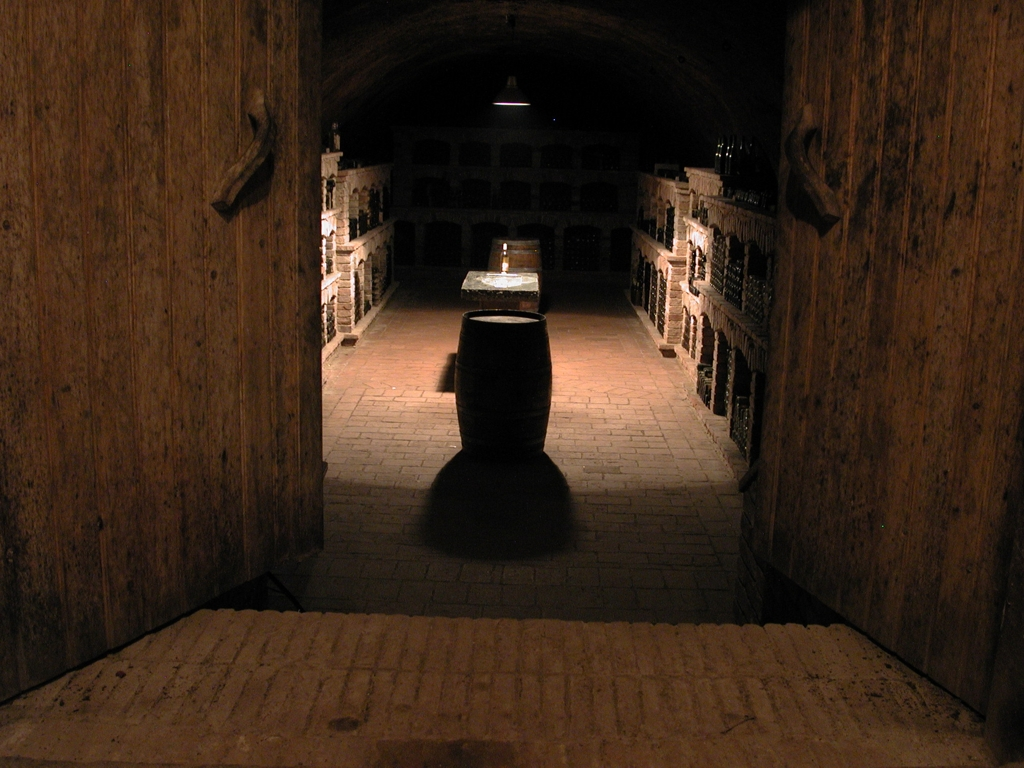
Гольс

## Политическая ситуация
Бургомистр коммуны — Ханс Шраммель (СДПА) по результатам выборов 2007 года.
Совет представителей коммуны (нем. Gemeinderat) состоит из 25 мест.
- СДПА занимает 13 мест.
- АНП занимает 8 мест.
- АПС занимает 2 места.
- Зелёные занимают 2 места.

## Виноделие
Гольс является винодельческим центром северо-восточной части Нойзидлер-Зе, имеющим своё винодельческое объединение PANNOBILE, практически все участники которого экспортируют свои вина в Россию. Все виноделы, входящие в ассоциацию PANNOBILE, работают по органическим или биодинамическим принципам и имеют сертификат respekt-BIODYN.